# Forbidden
Forbidden este o formație thrash metal din San Francisco Bay Area. Fondat în 1985 ca Forbidden Evil, grupul îi are ca membri fondatori pe Russ Anderson și Craig Locicero, care sunt și membri permanenți, activând în componența sa până în prezent. De la formarea sa, Forbidden s-a destrămat și s-a reformat de două ori, având numeroase schimbări de componență. Componența actuală a formației constă din Russ Anderson (vocal), Craig Locicero (chitară), Matt Comacho (bas), Steve Smyth (chitară) și Mark Hernandez (baterie). Alături de Death Angel, Defiance, Testament și Exodus, ei sunt una din cele mai de succes formații thrash metal din Bay Area și au câștigat o bază de fani continuu crescândă în comunitatea muzicii underground și critici de laudă prin albumul lor de debut Forbidden Evil (1988) descris de critici ca un album clasic de thrash metal. Stilul lor timpuriu a fost technical thrash metal, dar mai târziu formația a experimentat cu elemente de alternative și groove metal ce cel de-al 4-lea album al lor Green (1997).

## Discografie selectă
| An   | Titlu                         | Tip                                                                                | Label                                                                |
| 1988 | Forbidden Evil                | Album de studio                                                                    | Combat/Relativity Arhivat în 22 septembrie 2023, la Wayback Machine. |
| 1989 | Raw Evil - Live at the Dynamo | Live EP                                                                            | Combat/Relativity                                                    |
| 1989 | Ultimate Revenge 2            | Album live/live video; also a split with Faith or Fear, Death, Dark Angel și Raven | Combat/Relativity                                                    |
| 1990 | Twisted into Form             | Album de studio                                                                    | Combat/Relativity                                                    |
| 1992 | Point of No Return            | Album compilație                                                                   | Combat/Relativity                                                    |
| 1994 | Distortion                    | Album de studio                                                                    | Fierce                                                               |
| 1997 | Green                         | Album de studio                                                                    | G.U.N.                                                               |
| 2010 | Omega Wave                    | Album de studio                                                                    | Nuclear Blast                                                        |